# Zambia Republic Party
Zambia Republic Party, auch Zambia Republican Party genannt, war eine politische Partei in Sambia. 

## Entwicklung
Bei den Wahlen in Sambia 2001 gewann sie 5,5 Prozent der Stimmen und ein Mandat in der Nationalversammlung. Ihr Kandidat für die Präsidentschaft, Benjamin Mwila, erzielte 4,9 Prozent.
Die ZRP schloss sich nach dieser Wahl dem Wahlbündnis Zambia Alliance for Progress an.